# Laya (P-12)
El Laya (P-12) fue un patrullero de altura de la clase Barceló perteneciente a la Armada Española. Recibió su nombre del marino español Mateo de Laya y Cabex, almirante general y Caballero de la Militar Orden de Santiago.

## Historia
El patrullero Laya fue el segundo de los patrulleros de la clase Barceló construido por la entonces Empresa Nacional Bazán en su factoría de San Fernando. Fue botado a la mar el 16 de diciembre de 1975 y entregado a la Armada el 21 de julio de 1976. En octubre de 2009 quedó inmovilizado, completando 33 años de servicio a la Armada. Fue el último patrullero de su clase en activo.
Tras un breve paso la base naval de Cartagena, su vida operativa siempre estuvo estrechamente ligada a Cádiz, especialmente al Arsenal de La Carraca. Tuvo 34 comandantes y en él han servido numerosos oficiales, suboficiales y marinería.
El Laya abandonó su vida operativa con un alto nivel de disponibilidad, tras una reciente participación en el ejercicio FAMEX-09 en aguas de Almería y la realización de una vigilancia de oportunidad de buques de interés en el Mar de Alborán.

## Hechos destacados
Fue el primer buque de guerra de la Armada comandado por una mujer.